# Município de Monroe (condado de Perry, Ohio)
O município de Monroe (em inglês: Monroe Township) é um município localizado no condado de Perry no estado estadounidense de Ohio. No ano de 2010 tinha uma população de 1.508 habitantes e uma densidade populacional de 17,36 pessoas por km².

## Geografia
O município de Monroe encontra-se localizado nas coordenadas 39° 35′ 16″ N, 82° 05′ 16″ O. Segundo o Departamento do Censo dos Estados Unidos, o município tem uma superfície total de 86.86 km², da qual 86,37 km² correspondem a terra firme e (0,56 %) 0,49 km² é água.

## Demografia
Segundo o censo de 2010, tinha 1.508 habitantes residindo no município de Monroe. A densidade populacional era de 17,36 hab./km². Dos 1.508 habitantes, o município de Monroe estava composto pelo 97,02 % brancos, o 0,53 % eram afroamericanos, o 0,4 % eram amerindios e o 2,06 % eram de uma mistura de raças. Do total da população o 0,27 % eram hispanos ou latinos de qualquer raça.